# L. Charles Birch
Louis Charles Birch (8. února 1918 Melbourne – 19. prosince 2009 Sydney) byl australský genetik specializující se na populační ekologii a zároveň myslitel, píšící o vztahu vědy a náboženství. Působil jako profesor na Univerzitě Sydney. Roku 1990 získal Templetonovu cenu jako uznání za to, že ve svém díle oceňuje hodnotu veškerého života.